# And We Were Lovers
And We Were Lovers è un album in studio del 1967 di Shirley Bassey. L'album presentava la prima registrazione di Bassey della canzone "Big Spender", la quale arrivò al nº 21 nelle classifiche.

## Descrizione
And We Were Lovers fu registrato in America e in Inghilterra. La versione americana sostituì "On a Clear Day You Can See Forever" con "Walking Happy", che fu resa disponibile nel Regno Unito fino all'uscita della The Shirley Bassey Collection II a metà degli anni '70. Una versione diversa di "Big Spender", prodotta da Kenneth Hume e arrangiata da Marty Paich, apparve solo nella versione degli Stati Uniti. Queste due registrazioni furono incluse come tracce bonus in una versione della BGO Records del 2005 che comprendeva And We Were Lovers e I've Got a Song for You rimasterizzati su un singolo CD in stereo.

## Tracce
Lato A
1. And We Were Lovers (Jerry Goldsmith, Leslie Bricusse)
2. Summer Wind (Hans Bradtke, Henry Mayer, Johnny Mercer)
3. Somebody Like Me (Wayne Carson Thompson))
4. It Must Be Him (Seul Sur Son Étoile) (Gilbert Bécaud, Maurice Vidalin, Mack David)
5. Big Spender (Dorothy Fields, Cy Coleman)

Lato B
1. The Impossible Dream (Mitch Leigh, Joe Darion)
2. Dommage, Dommage (Too Bad, Too Bad) (Paul Vance, Lee Pockriss)
3. On a Clear Day You Can See Forever (Alan Jay Lerner, Burton Lane)
4. If You Go Away (Ne Me Quitte Pas) (Rod McKuen, Jacques Brel)
5. That's Life (Dean Kay, Kelly Gordon)

## Formazione
- Shirley Bassey – voce
- Marty Paich – arrangiatore, direttore (Tracce 1,3,4,7,9,10)
- Ernie Freeman – arrangiatore, direttore (Trac 2,5,6,8)